# Sphaerodorum ophiurophoretos
Sphaerodorum ophiurophoretos är en ringmaskart som beskrevs av Martin och Alva 1988. Sphaerodorum ophiurophoretos ingår i släktet Sphaerodorum och familjen Sphaerodoridae. Arten har ej påträffats i Sverige. Inga underarter finns listade i Catalogue of Life.